# Heart Eyes
Pour plus de détails, voir Fiche technique et Distribution.
Heart Eyes ou Yeux en Cœur au Québec est un film américain réalisé par Josh Ruben (en) et sorti en 2025. Le long métrage, qui mêle comédie romantique et slasher, met en vedette Olivia Holt et Mason Gooding dans le rôle de deux collègues traqués par un tueur en série.

## Synopsis
Un tueur en série, connu sous le nom de « Heart Eyes », sillonne depuis des années les États-Unis et tue plusieurs couples le jour de la Saint-Valentin. Cette année, il s'installe à Seattle et assassine deux couples : l'un dans un domaine viticole, l'autre dans un spa. Une alliance gravée des initiales « J. S. » est retrouvée dans le domaine.
Ally McCabe, conceptrice de pitchs pour une entreprise de bijoux qui a récemment rompu avec son petit ami Collin, est ridiculisée pour une publicité qu'elle a écrite mettant en scène des couples condamnés, jugée offensante au vu des récents meurtres. Sa patronne, Crystal, lui ordonne de collaborer avec le consultant publicitaire Jay Simmonds, qu'Ally avait rencontré dans un café plus tôt. Jay propose qu'ils dînent ce soir-là pour trouver l'inspiration, et Monica, l'amie encourageante d'Ally, l'aide à choisir une tenue. Ally et Jay se retrouvent au restaurant, mais Ally devient hostile alors qu'ils remettent en question leurs points de vue respectifs sur l'amour. Offensé, Jay part et Ally le suit, l'embrassant en voyant Collin approcher avec sa nouvelle petite amie Sienna. De loin, Heart Eyes observe. Ils se réconcilient et prennent un taxi pour l'appartement d'Ally, où elle réalise qu'elle a oublié ses clés. Jay l'aide à entrer par effraction, se coupant la main au passage. Ally aide Jay à soigner la blessure à l'étage, mais Heart Eyes les attaque. Il tue leur chauffeur de taxi et les poursuit, assommant Jay ; Ally s'enfuit jusqu'à ce qu'elle puisse appeler à l'aide. Les inspecteurs Jeanine Shaw et Zeke Hobbs arrêtent Jay pour les meurtres, après l'avoir trouvé en possession du masque et de l'arme du tueur.
Au poste, Shaw et Hobbs font remarquer que les initiales de Jay correspondent à celles de la bague retrouvée au domaine viticole, et qu'il se trouvait dans les mêmes villes au moment des précédentes attaques du tueur. Ally attend dans le hall avec Fran, l'agente de réception, et David, technicien informatique. En sortant, David propose un rendez-vous à Ally, mais elle décline en raison de son stress récent. Alors que le courant est désactivé, Heart Eyes apparaît et tue Fran avant de s'en prendre à Ally. Shaw affronte Heart Eyes, qui s'échappe et tue Hobbs. Ally sauve Jay et ils s'enfuient dans un cinéma drive-in, où ils se rencontrent en se cachant. Heart Eyes massacre plusieurs spectateurs, ce qui pousse le duo à l'affronter. Dans la bagarre, Ally et Jay blessent mortellement Heart Eyes, et ils le démasquent pour révéler un inconnu. Ils sont pris en charge par une ambulance jusqu'à l'arrivée de Shaw, blessée mais vivante. Elle propose à Jay de les raccompagner, ce qu'il accepte.
Chez elle, Ally réalise qu'elle est tombée amoureuse de Jay et part à sa recherche. Mais Cœur-Œil l'appelle pour lui révéler qu'il retient Jay dans une chapelle et qu'il le tuera si elle ne vient pas seule. Ally arrive et Cœur-Œil se révèle être David et Shaw, un couple secrètement marié, tandis que le troisième tueur décédé était leur fanboy et amant. Ils ont commis tous les meurtres, échangeant leurs costumes ; David a notamment tué le couple au domaine viticole, perdant son alliance. Leur motivation est de tuer ensemble pour le plaisir. Ils offrent à Ally le choix de se suicider ou de tuer Jay, mais elle tire sur Shaw, touchant Jay au passage. Les deux couples se battent et Jay transperce David d'une flèche dans l'œil, ce qui entraîne David à tomber sur des bougies, dont la cire l'immole. Pendant ce temps, Ally surprend Shaw alors qu'ils se débattent en lui transperçant le cou avec une paille métallique et prend le dessus, poussant Shaw sur l'épée d'une statue de Saint-Valentin, qui la transperce au cou et la décapite lentement. David revient momentanément à la vie, mais Jay le tue d'une autre flèche, mettant ainsi fin à la tuerie des Heart Eyes. Un an plus tard, Ally reprend ses études de médecine et le couple se rend à un cinéma drive-in. Jay propose à Ally d'emménager avec lui, mais elle le demande en mariage et il accepte.
Scène inter-générique
Ally reçoit un appel téléphonique sinistre, qui se révèle être une farce de Monica. Alors qu'elle félicite le couple, l'appel est coupé.

## Fiche technique
- Titre original : Heart Eyes[1]
- Titre québécois : Yeux en Cœur[2]
- Réalisation : Josh Ruben
- Scénario : Phillip Murphy, Christopher Landon, Michael Kennedy
- Photographie : Giovanni Ribisi
- Montage : Brett W. Bachman
- Musique : Jay Wadley
- Sociétés de production : Spyglass Media Group et Divide/Conquer
- Sociétés de distribution : 
  - Sony Pictures Releasing (via Screen Gems, Amérique du Nord)
  - Paramount Pictures (via Republic Pictures, International)
- Pays de production :  États-Unis
- Langue originale : anglais américain
- Format : couleur - 2.39:1
- Genre : comédie horrifique, slasher, comédie romantique
- Durée : 97 minutes
- Dates de sortie : 
  -  États-Unis,  Canada : 7 février 2025
  -  France : 3 juillet 2025 (en VOD)

## Distribution
- Olivia Holt (VF : Rebecca Benhamour ; VQ : Eve Mangin) : Ally McCabe
- Mason Gooding (VF : Jim Redler) : Jay Simmonds
- Gigi Zumbado(VF : Cerise Calixte ; VQ : Anna Romagny) : Monica, l'amie d'Ally
- Michaela Watkins (VF : Juliette Degenne ; VQ : Véronique Marchand) : Crystal Cane
- Latham Gaines : Nico
- Chris Parker : Tommy
- Lauren O'Hara (VQ : Léa Roy) : Adeline Garrett
- Yoson An (VF : Stéphane Fourreau ; VQ : Maël Davan-Soulas) : David Shaw
- Jordana Brewster(VF : Laëtitia Lefebvre ; VQ : Aline Pinsonneault) : inspectrice Jeanine Shaw
- Devon Sawa (VF : Damien Boisseau ; VQ : Jean-François Beaupré) : inspecteur Zeke Hobb

Source et légende : Version française (VF) sur RS Doublage  et carton cinématographique du doublage français ; version québécoise sur le carton cinématographique du doublage québécois.

## Production
Le film est réalisé par Josh Ruben et produit par Spyglass. Le scénario est écrit par Phillip Murphy, Michael Kennedy, et Christopher Landon[réf. nécessaire].
Le tournage a eu lieu en Nouvelle-Zélande en juin 2024. En octobre, il a été annoncé que Jay Wadley composait la partition du film[réf. nécessaire].